# Safer (FSO)
Le Safer est une unité flottante de production, de stockage et de déchargement de pétrole située au large du Yémen, au nord d'Al-Hodeïda. Il s'agit d'un ancien pétrolier reconverti en 1987.

## Histoire

### Pétrolier
Le Safer a été construit, comme pétrolier, en 1976 par la Hitachi Zosen Corporation, au Japon, sous le nom d'Esso Japan. À sa construction, il mesure 362 mètres de long pour 70 mètres de large, sa capacité est de 192 679 tonnes brutes, et de 406 640 tonnes de port en lourd. Il est propulsé par une seule turbine à vapeur, qui lui octroie une vitesse de croisière de 15,5 nœuds.

### FSO

#### Sous pavillon yéménite
En 1987, Esso Japan est transformé en navire de stockage non propulsé, et renommé Safer. Il est amarré à environ 7 km au  large des côtes du Yémen, en 1988, sous la propriété du gouvernement yéménite via la compagnie pétrolière nationale, qui l'a utilisé pour stocker et exporter du pétrole issu des champs pétroliers intérieurs autour de Marib,. Dans sa configuration de stockage, le Safer a une capacité d'environ trois millions de barils de pétrole.

#### Guerre civile yéménite
En mars 2015, au début de la guerre civile yéménite, le Safer tombe entre les mains des forces houthies lorsqu'elles prennent le contrôle du littoral entourant son amarrage. Au cours des années suivantes, son état structurel se détériore considérablement, entraînant le risque d'une rupture catastrophique de la coque, ou d'une explosion de vapeurs d'huile qui seraient généralement supprimées par le gaz inerte généré à bord. On estime que le navire contiendrait environ 1,14 million de barils de pétrole d'une valeur pouvant atteindre 80 millions de dollars américains, créant un sujet de controverse dans les négociations entre les rebelles houthis et le gouvernement yéménite, qui ont tous deux revendiqué des droits sur la cargaison et le navire,. Début décembre 2019, Al Jazeera signale que du pétrole a commencé à fuir du Safer, bien que les images satellites subséquentes aient montré que ce rapport était inexact, et qu'il n'y avait aucun signe de fuite du pétrole contenu dans ce navire.
À la suite d'une fuite dans le système de refroidissement, de l'eau est entrée dans la salle des machines, ce qui a incité le Conseil de sécurité des Nations unies à tenir une réunion spéciale à ce sujet, en juillet 2020,. À cette date-là en effet, aucune opération de maintenance n'a eu lieu sur ce navire depuis sa capture en 2015.
Le 5 mars 2022, le coordinateur humanitaire de l'ONU pour le Yémen annonce avoir passé un accord avec Mohammed Ali al-Houthi pour la « création d’un cadre de coopération sur la proposition coordonnée par les Nations Unies pour résoudre la menace posée depuis longtemps maintenant par le pétrolier FSO Safer ». 144 millions de dollars doivent être levés pour mener des opérations de sécurisation du pétrolier et d'évacuation de sa cargaison.

#### Opérations d'évacuation de la cargaison
Le 9 mars 2023, le Programme des Nations unies pour le développement (PNUD) passe un accord avec Euronav (en) pour racheter le "Nautica", un pétrolier qui sera mis à couple du "Safer" afin d'y transborder le pétrole et sera renommé "Yemen". Les opérations d'inspection de la coque commencent le 9 juin, et le 11 juillet, il est annoncé que le "Nautica" est à Djibouti afin de se préparer à l'opération de transbordement, qui devrait durer deux semaines.
Cette opération inédite pour l'Organisation des Nations unies est chiffrée à 148 millions de dollars américains (129 pour le sauvetage et 19 pour la deuxième phase).
Le 11 août 2023, les Nations unies (ONU) ont annoncé le retrait réussi de plus d'un million de barils de pétrole du pétrolier FSO "Safer", évitant ainsi le pire scénario de marée noire qui aurait dévasté les communautés côtières et créé une crise dans les voies de navigation vitales de la mer Rouge.
Le transfert de pétrole du navire vers un navire de remplacement s'est terminé vendredi à 18 heures locales par une équipe de SMIT, une filiale de Boskalis. La plus grande partie des 1,14 million de barils de pétrole à bord a été extraite; moins de 2 % de la cargaison d'origine reste mélangée à des sédiments qui seront éliminés lors du nettoyage final du navire .
David Gressly, coordonnateur résident de l'ONU pour le Yémen, a dirigé les efforts à l'échelle du système des Nations unies sur le "Safer" depuis septembre 2021. Il a déclaré que ce vendredi 10 août démontre que l'ONU peut agir en tant qu'autorité reconnue afin de rallier des acteurs mondiaux qui permettent d'éviter une catastrophe prévisible, dans ce cas, une marée noire en mer Rouge. 
L'installation d'une bouée CALM à laquelle le navire de remplacement "Yemen" sera amarré en toute sécurité est la prochaine étape cruciale pour le nettoyage final.